# Machado de Xangô
O Machado de Xangô, também chamado de Oxé, é o símbolo principal de Xangô, orixá da Justiça, cultuado na umbanda e no candomblé, religiões de matriz africana. Trata-se de um machado de duas lâminas. A arma representa o equilíbrio e a dualidade dos fatos.

## Símbolo da Fundação Cultural Palmares
O machado é o símbolo da Fundação Cultural Palmares. Contudo, em dezembro de 2021, o então da entidade, Sérgio Camargo trocou o machado por um símbolo com as cores nacionais. O machado de Xangô, no entanto, voltou a ser o símbolo da fundação após sua gestão.